# The Names
The Names — бельгійська постпанк група з Брюсселя, Бельгія, утворена в 1978 році басистом, вокалістом і автором пісень Мішелем Сордініа.

## Історія
Ранній склад групи включав Сордінію, гітариста Марка Депреса і барабанщика/клавіатуриста Крістофа Ден Тандта; Роберт Франксон і співачка Ізабелла Ханрез також були короткочасними членами гурту. Після місцевих концертів як The Passengers, вони змінили своє ім'я під час виходу свого нового дебютного синглу «Spectators of Life», випущеного WEA в 1979 році, щоб випробувати ринок нової хвилі вітчізняної музики.
Група хотіла підписати контракт з британським лейблом і зв'язалась з Factory Records на концерті Joy Division у Брюсселі. The Names, доповнений новим барабанщиком Люком Капеллом, записав «Nightshift» в Манчестері в серпні 1980 року з продюсером Мартіном Ганнетом. Сингл став представним для їх звучання: темний, контрольований сучасний рок у формі Magazine, The Comsat Angels і Joy Division / раннього New Order. Вона досягла 35-го місця в UK Indie Chart. У лютому 1982 року група записала сесію для шоу BBC Radio 1 Джона Піла, пізніше випущена в 2009 році як цифровий EP Radio Session 1982.
The Names мали довгі і плідні стосунки з продюсером Ганнетом, який також керував їхній наступний сингл «Calcutta» (Factory Benelux, 1981) і дебютний альбом Swimming (Les Disques du Crepuscule, 1982).
Капель потрапила в аварію на мотоциклі, і Мішель Сільверштейн замінив його, поки той видужував. Тим часом, Сордінія співала на синглі «Soul Kitchen» з  сайд-проекту By Chance, випущеного в 1981 році на Crammed Discs.
Найчастіше The Names грали наживо в країнах Бенелюксу та Франції, включаючи амбітний мультимедійний пакет Les Disques du Crepuscule Dialogue North-South у лютому 1982 року. Група також була забронювана на виступ у Манчестері в липні 1980 року в підтримку A Certain Ratio at the Beach Club. Коли The Names були відкладені, New Order вступив до їх першого живого виступу після закінчення Joy Division.
Останній сингл «Names», «The Astronaut», з'явився в 1982 році на лейблі Les Disques du Crépuscule, знову створений Ганнетом, який покинув Factory Records. Однак епоха пост-панку закінчилася, і група розпалася.
У 1985 році LTM Recordings випустила альбом (тільки на касеті) під назвою Postcard Views, що складався з студійного матеріалу з одного боку і збірки концертних треків з іншого.
Розширені видання «Swimming», перейменовані «Swimming + сингли», були видані в 1991 році Factory Benelux і в 2000 році LTM Recordings. Factory Benelux перевипустила розширений альбом в 2013 році, просто як Swimming; це 2013 видання включало їхні 1982 John Peel радіосесії.
У 1995 році оригінальне основне тріо Sordinia, Deprez і Den Tandt об'єдналося під назвою Jazz, записавши один самовипущений альбом, Nightvision.
Архівний збірник Names під назвою Spectators of Life, включаючи бі-сайти і живий матеріал з 1979—1982 років (а також два додаткових джазових треки з 1994—1995 років), був випущений LTM в 2001 році.
У грудні 2007 року The Names об'єдналися для концертного заходу A Factory Night, знову на Plan K в Брюсселі. У квітні 2009 року гурт випустив новий альбом, Monsters Next Door, через французький лейбл Str8line. Ден Танд покинув гурт у грудні 2009 року і був замінений Крістофом Буленджером.
Компіляційний альбом In Time був випущений Benelux Factory в 2014 році, збираючи найкращі треки від Nightvision і Monsters Next Door.
18 травня 2015 року, як квартет з новим барабанщиком Лораном Лоддевиксом, The Names випустили свій третій альбом Stranger Than You на Factory Benelux.
Інша збірка, In Mutation, була випущена в 2016 році Les Disques du Crépuscule, включаючи сольний касетний сингл 1981 року Депреса і живий набір 1982 року.

## Дискографія

### Студійний альбом
- Swimming (1982, Les Disques du Crépuscule)
- Monsters Next Door (2009, Str8line)
- Stranger Than You (2015, Factory Benelux)

### Концертний альбом
- German Nights (2017, Factory Benelux)

### Збірка
- Postcard Views cassette (1985, LTM Recordings)
- Swimming + Singles (1991, Factory Benelux; 2000, LTM Recordings)
- Spectators of Life (2001, LTM Recordings)
- In Time (2014, Factory Benelux)
- In Mutation (2016, Les Disques du Crépuscule)

### Сингли
- «Spectators of Life» 7"/12" (1979, WEA)
- «Night Shift» 7" (1981, Factory)
- «Calcutta» 7" (1982, Factory Benelux)
- «The Astronaut» 12" (1982, Les Disques du Crépuscule)

### Збірка виступів
- «The Cat» — From Brussels with Love (1980, Les Disques du Crépuscule)
- «Music for Someone» — The Fruit of the Original Sin (1981, Les Disques du Crépuscule)
- «Tokyo Twilight» — Ghosts of Christmas Past (1981, Les Disques du Crépuscule)

### Джаз
- Nightvision (1997, Pazz Records)